# Prix Émile-Reynaud
Le Prix Émile-Reynaud est une distinction récompensant un court métrage professionnel d'animation français. Le prix est créé pour l'année 1943 par La Critique Cinématographique Parisienne, avant d'être annuellement décerné depuis 1977 par l'Association française du cinéma d'animation (AFCA).
Le nom de ce prix est à la fois un hommage à Émile Reynaud, pionnier du cinéma d'animation et une reconnaissance de filiation entre son travail et celui des nouveaux·elles créateur·rices.
Jusqu’en 2012, ce Prix était remis dans le cadre du Festival national du film d’animation organisé par l’AFCA à Marly-le-Roi (Île-de-France), puis à Auch (Gers) et enfin à Bruz (Bretagne), à la suite du vote des adhérent·es assistant au Festival parmi les films professionnels en compétition.
Depuis 2013, l’AFCA a souhaité donner une nouvelle visibilité à ce Prix. Les adhérents ont désormais la possibilité de visionner les films en sélection en amont sur une plateforme dédiée et de voter pour leur coup de cœur. Depuis, le Prix Emile-Reynaud est décerné chaque année à l’occasion d’une soirée spéciale durant la Fête du cinéma d’animation, le 28 octobre.

## Palmarès
Attribué par La Critique Cinématographique Parisienne :
- 1943 : L’Épouvantail, de Paul Grimault (Les Gémeaux, 1942)

Attribué par l'AFCA :
- 1977 : La Tête, d'Émile Bourget (Films Paul Grimault)
- 1979 : Oiseau de Nuit, de Bernard Palacios (Pink Splash)
- 1984 : L'Invité, de Guy Jacques (Banc public)
- 1985 : Cruelle destinée, de Célia Canning & Raymond Gourrier (G.R.E.C.)
- 1986 : Déobernique, de Célia Canning & Raymond Gourrier (Grô Geai)
- 1987 : Journée Faste, de Benoît Razy (École des Beaux Arts de Reims)
- 1988 : Mendrol, de François Bruel (Fang Film, Cartoon Farm)
- 1989 : Le Prince et la Princesse, de Michel Ocelot (La Fabrique)
- 1989 : Miséricorde, de Bruce Krebs & Pierre Veck (Bruce Krebs Films)
- 1990 : Le Balayeur, de Serge Élissalde (Ellipse)
- 1992 : Hammam, de Florence Miailhe
- 1994 : La Vie secrète d'Émile Frout, de Serge Élissalde
- 1996 : La Grande migration, de Iouri Tcherenkov
- 1999 : La Leçon de choses, de Juliette Loubières
- 2001 : Au Premier dimanche d'août de Florence Miailhe
- 2003 : Biotope, de Merwan Chabane
- 2005 : Riba d'Yves Dalbiez, Elise Garcette et Laurent Leleu
- 2005 : L'Eléphant et les quatre aveugles de Vladimir Petkevitch
- 2007 : Bonsoir Monsieur Chu de Stéphanie Lansaque et François Leroy
- 2010 : Je criais contre la vie. Ou pour elle de Vergine Keaton
- 2011 : Bisclavret, d’Émilie Mercier
- 2012 : Oh Willy..., d’Emma de Swaef et Marc James Roels
- 2013 : Mademoiselle Kiki et les Montparnos d'Amélie Harrault (Les Trois Ours)
- 2014 : Daphnée ou la belle plante de Sébastien Laudenbach et Sylvain Derosne (Les Films Sauvages)
- 2015 : Le Repas dominical de Céline Devaux (Sacrebleu Productions)
- 2016 : La Chambre vide de Dahee Jeong (Sacrebleu Productions)
- 2017 : Negative Space de Ru Kuwahata et Max Porter (Ikki Films)
- 2018 : Je sors acheter des cigarettes d'Osman Cerfon (Miyu production)
- 2020 : Souvenir Souvenir de Bastien Dubois
- 2021 : Noir Soleil de Marie Larrivé
- 2022 : Ecorchée de Joachim Hérissé